# Peravia
Peravia ist eine der 31 Provinzen der Dominikanischen Republik. Im Jahr 2002 wurde ein Teil der Provinz abgetrennt, um eine neue Provinz mit dem Namen San José de Ocoa zu bilden.
Die Provinz Peravia wurde am 23. November 1944 gegründet, wurde zuerst Provincia de Baní und später José Trujillo Valdez genannt. Ihren heutigen Namen Peravia erhielt sie am 29. November 1961 nach dem Tal von Peravia, in dem sich die Provinzhauptstadt befindet.

## Lage und Umgebung
Peravia liegt im Süden an der Karibikküste ca. 1 Autostunde westlich von der Hauptstadt Santo Domingo. Die Provinzhauptstadt ist Baní. Im Osten grenzt Peravia an die Provinz San Cristóbal, im Norden an San José de Ocoa und im Westen an Azua. Kurz hinter der Küste wird die Landschaft hügelig und geht dann in bis zu 1700 m hohe Berge über. 

## Tourismus
Touristisch ist Peravia noch weitestgehend unerschlossen. Erst in jüngerer Zeit beginnt ein kleiner, Land und Leute wenig beeinflussender Fremdenverkehr. Die Karibikküste ist in weiten Teilen ein Kiesel-Sandstrand, der den Ansturm ausländischer Touristen bisher nicht anlockt. Es gibt aber auch schöne Sandstrände und die Möglichkeiten für sportliche Aktivitäten unter und über Wasser. 

## Wirtschaft
Wegen der noch geringen Beeinflussung durch Nordamerika und Europa sind Kosten für Lebenshaltung, Restaurants oder etwa Grundstückspreise sehr günstig bis national angemessen. Wie in der gesamten Dominikanischen Republik ist der Gegensatz zwischen Arm und Reich sehr groß. Wirtschaftlich wird die Provinz beeinflusst von landwirtschaftlicher Produktion und kleiner Industrie. Es gibt eine Exportproduktionszone (Zona Franca), in der ausschließlich für den Export produziert wird.

## Bedeutende Ortschaften
Die größten Ortschaften Peravias sind außer der Provinzhauptstadt Baní noch Boca Canasta, Las Calderas, Las Salinas, Palmar de Ocoa, Paya und weitere.